# Giovanni Pastrone
Giovanni Pastrone, également connu sous le pseudonyme Piero Fosco, né le 13 septembre 1883 à Montechiaro d'Asti et mort le 27 juin 1959 à Turin, est un réalisateur, scénariste et acteur du cinéma muet italien.
Il est l'inventeur du carrello, dispositif breveté, connu aujourd'hui sous le nom de travelling et il influença de nombreux réalisateurs dont David Griffith, notamment pour Naissance d'une nation en 1915 et Intolérance  en 1916 (inspiré du film Cabiria).

## Biographie

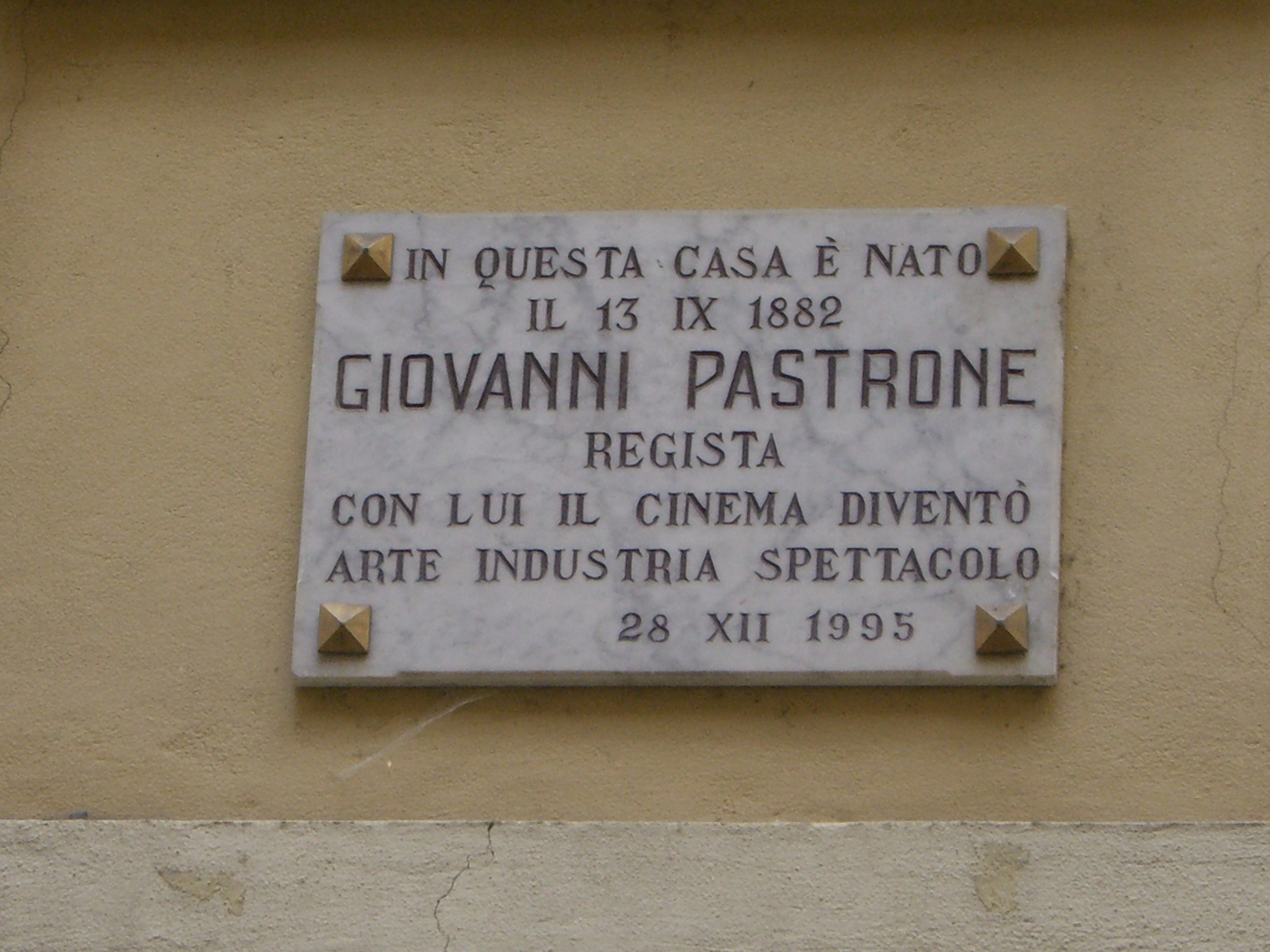
Plaque commémorative sur sa maison natale à Asti.

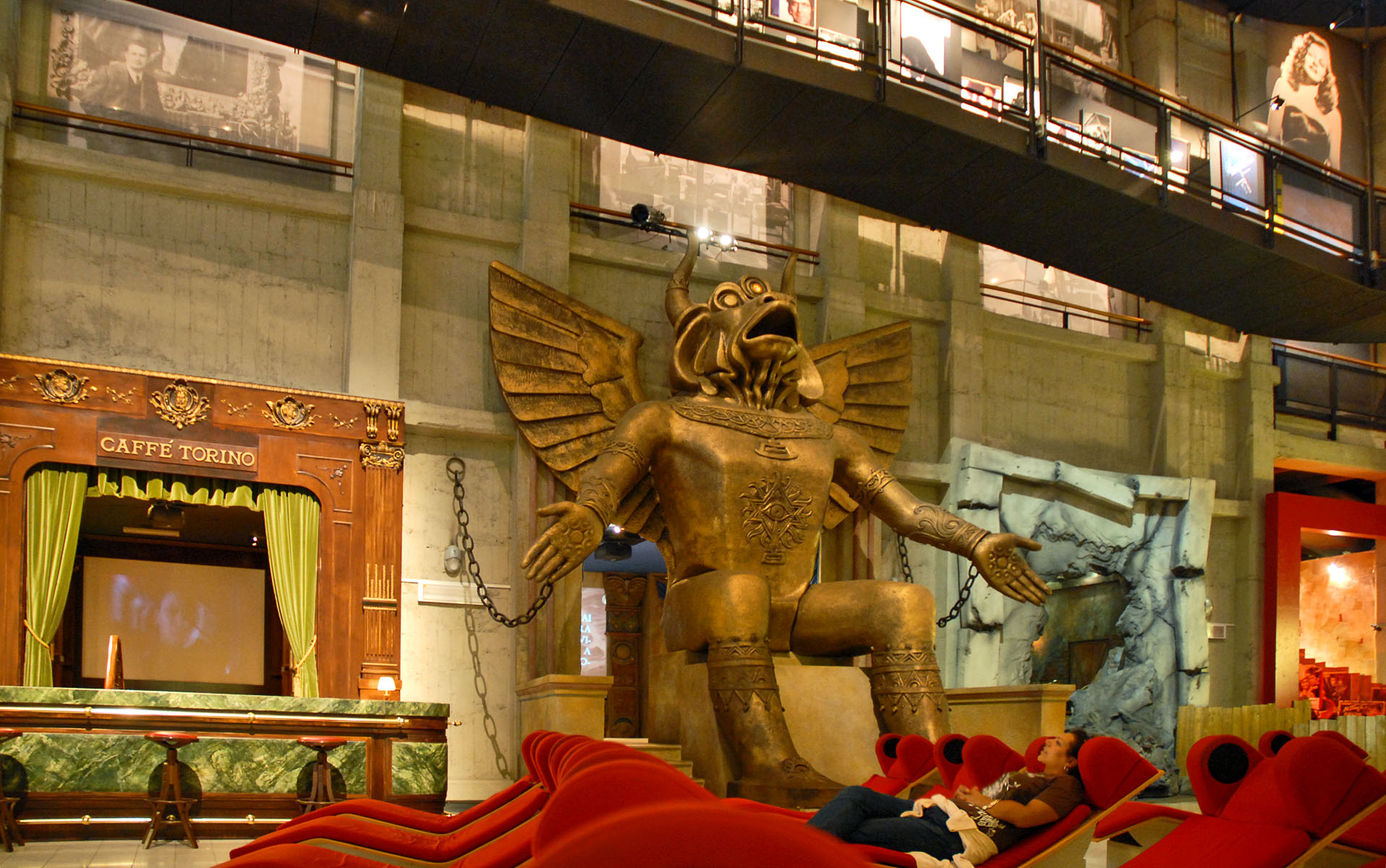
Le décor du film Cabiria (Moloch) au musée national du cinéma.

Formé au violon, il est diplômé du Conservatoire d'Asti et dans le même temps il termine des études de comptable. Après avoir tenté diverses activités, en 1903, il se transfère à Turin avec son épouse pour travailler dans l'orchestre du Teatro Regio comme second violon.
En 1905, il entre comme simple comptable dans la maison cinématographique de court métrage Rossi & C. de Turin et, grâce à sa connaissance de trois langues étrangères (français, anglais et allemand), il obtient un poste de correspondant. En 1907, il devient le directeur administratif et en 1908 copropriétaire avec Carlo Sciamengo, association qui donne naissance à une nouvelle maison de production nommée Itala Film.
L'œuvre cinématographique de Pastrone porte au plus haut niveau la Itala Film qui produit en 1910 La Chute de Troie, un film ambitieux de 30 minutes; premier film long de 600 mètres projeté sans interruption en une demi-heure de spectacle.
Giovanni Pastrone est considéré comme le plus grand metteur en scène de films historiques de l'époque et, il obtient la consécration en 1914 avec le péplum Cabiria, superproduction du cinéma muet signée Gabriele D’Annunzio.
Les œuvres suivantes sont des adaptations de textes littéraires ou théâtrales telles La Tigresse royale (it) (1916), de l'écrivain italien Giovanni Verga, et Povere bimbe (it) (1919, tiré du Hedda Gabler d'Ibsen), ou de thème contemporain Le Feu (1915) ou la série dédiée à Maciste (Maciste, Chasseur alpin en 1916 et Maciste athlète en 1917).

## Filmographie

### Réalisateur
- 1908 : Le Comte Ugolino (Il conte Ugolino)
- 1908 : La glu (it)
- 1908 : Giordano Bruno, le martyr de la libre-pensée (it) (Giordano Bruno eroe di Valmy)
- 1909 : Rigoletto
- 1909 : Enrico III
- 1909 : Giulio Cesare
- 1910 : Agnese Visconti
- 1910 : La Chute de Troie (La caduta di Troia)
- 1910 : Un ennemi de la poussière (Nemico della polvere)
- 1911 : Primavera di lacrime
- 1913 : Plus fort que Sherlock Holmes (Più forte che Sherlock Holmes)
- 1914 : Cabiria
- 1916 : La Tigresse royale (it) (Tigre reale)
- 1916 : Le Feu (Il fuoco), en trois épisodes, tourné sous le pseudonyme de Piero Fosco
- 1916 : Maciste, Chasseur alpin (Maciste alpino)
- 1917 : La Guerre et le Rêve de Momi (it) (La guerra e il sogno di Momi), tourné sous le pseudonyme de Piero Fosco
- 1917 : Maciste athlète (Maciste atleta)
- 1918 : Outwitting the Hun, tourné aux États-Unis
- 1920 : Hedda Gabler (it), tourné sous le pseudonyme de Piero Fosco
- 1923 : Povere bimbe (it)

### Acteur
- 1909 : Giulio Cesare
- 2021 : Italia, le feu, la cendre

## Sources
1. 1 2  Jean Tulard, Dictionnaire du cinéma. Les réalisateurs, Paris, Éditions Robert Laffont, coll. « Bouquins », 2003, 9e éd. (ISBN 978-2-221-10093-6), p. 718.

- (it) Cet article est partiellement ou en totalité issu de l’article de Wikipédia en italien intitulé « Giovanni Pastrone » (voir la liste des auteurs).